# Piazza San Giovanni (Firenze)
La piazza di San Giovanni (colloquialmente chiamata piazza San Giovanni) è uno spazio urbano del centro storico di Firenze, che circonda il battistero di San Giovanni ed è contigua alla piazza del Duomo, di cui rappresenta la continuazione verso ovest. Vi si può accedere da via dei Calzaiuoli, via Roma, via de' Pecori (canto de' Pecori), via de' Cerretani, borgo San Lorenzo (canto alla Paglia) e via de' Martelli.

## Storia
La platea episcopis fiorentina doveva trovarsi appena dentro le mura romane, rappresentando il confine settentrionale della città, con la porta nord (detta Porta Aquilonia) in corrispondenza del canto alla Paglia e via Borgo San Lorenzo. Durante gli scavi della fine del XIX secolo si appurò che sotto il battistero e il palazzo Arcivescovile era sorta una domus romana di età repubblicana, antesillana.
I monumenti che oggi si vedono vennero eretti a partire dall'altomedioevo: Santa Reparata forse nel VI-VII secolo, il battistero con certezza dall'XI secolo, il Duomo dal 1296, il campanile di Giotto dal 1298. La piazza attorno a questi monumenti andò quindi a definirsi nel XIV secolo, e si iniziò a distinguere tra la parte relativa a San Giovanni e a Santa Maria del Fiore di pari passo con la diversa gestione religiosa ed economica dei due monumenti, ciascuno dotato di un proprio capitolo e sovvenzionato uno dall'arte dei Mercatanti, l'altro dall'Arte della Lana. La piazza San Giovanni termina nel breve tratto prospiciente la Porta del Paradiso, ma l'assenza di una soluzione di continuità con piazza del Duomo ha determinato la percezione di un unico grande spazio. Proprio tale continuità ha comportato, tra Seicento e Novecento, l'alternanza del nome tradizionale a quello di piazza del Duomo, fino a che, con delibera del consiglio comunale del dicembre 1911, è stata definitivamente confermata l'attuale titolazione e i suoi confini.
La forma attuale della piazza si raggiunse solo tra il 1892 e il 1895, quando venne demolito uno dei due corpi di fabbrica del palazzo Arcivescovile, quello che guardava verso il battistero e avanzava decisamente verso la sua scarsella, e gli edifici ad esso annessi, in modo da dare maggior risalto al "bel San Giovanni" (il limite della vecchia piazza è individuabile all'altezza del numero 4 rosso, dove sbucava un vicolo antistante l'Arco dei Pecori).
Agli anni trenta del Novecento è documentato da vari disegni conservati presso l'Archivio storico del Comune di Firenze un progetto di Rodolfo Sabatini (poi non attuato) volto alla rettificazione con l'edificazione di una nuova facciata monumentale di tutto il lato nord compreso tra borgo San Lorenzo e via Martelli, in modo da allineare il nuovo edificio con le case del tratto tra via de' Martelli e via Ricasoli.
Nell'ottobre del 2009 la piazza, fino ad allora aperta agli autobus e agli altri veicoli autorizzati le cui vibrazioni peraltro creavano non pochi pericoli per la conservazione dei monumenti, è stata pedonalizzata dalla giunta comunale guidata da Matteo Renzi.

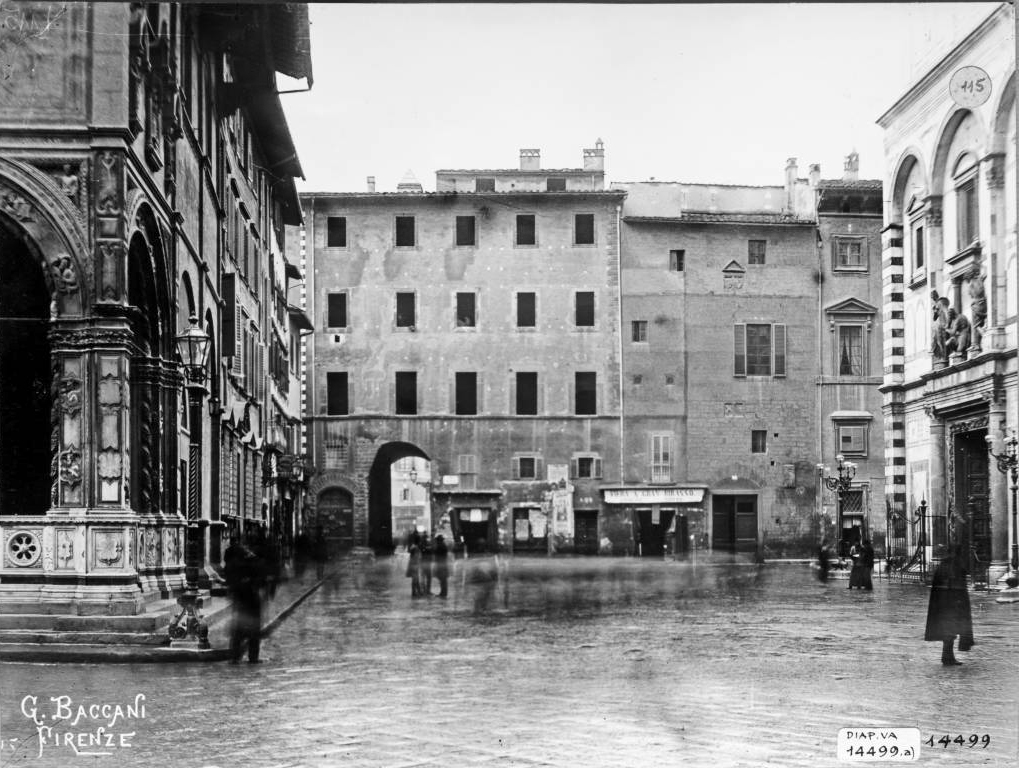
Il lato ovest della piazza prima dell'arretramento del palazzo Arcivescovile
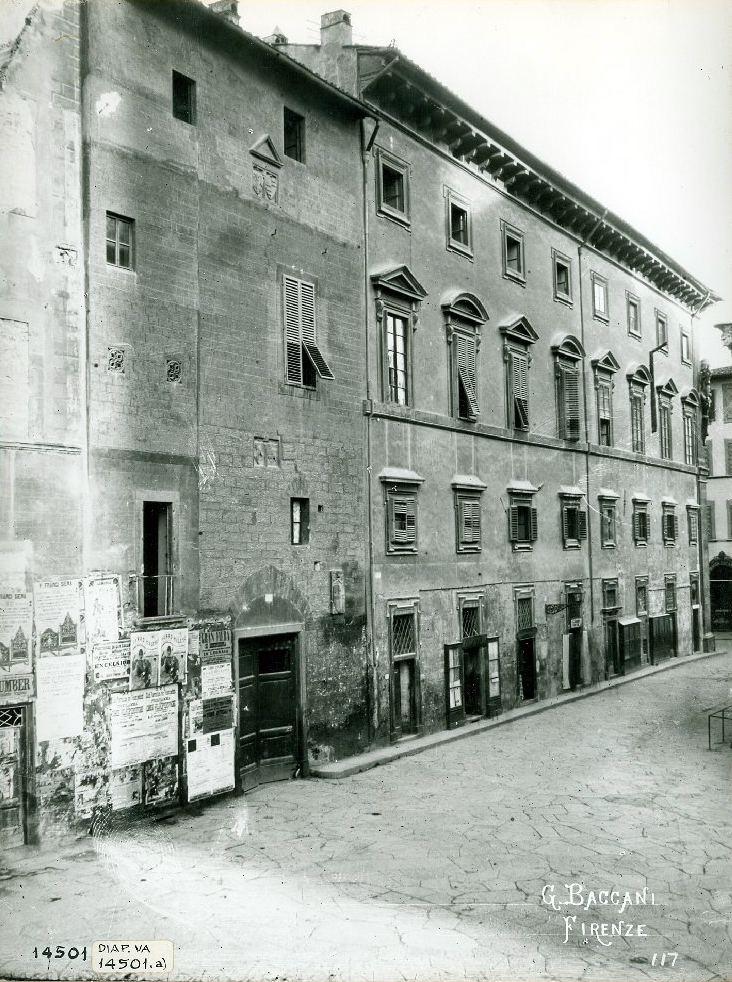
Gli edifici annessi all'arcivescovado prima della demolizione (torrione dei Visdomini e palazzo dei Pecori)
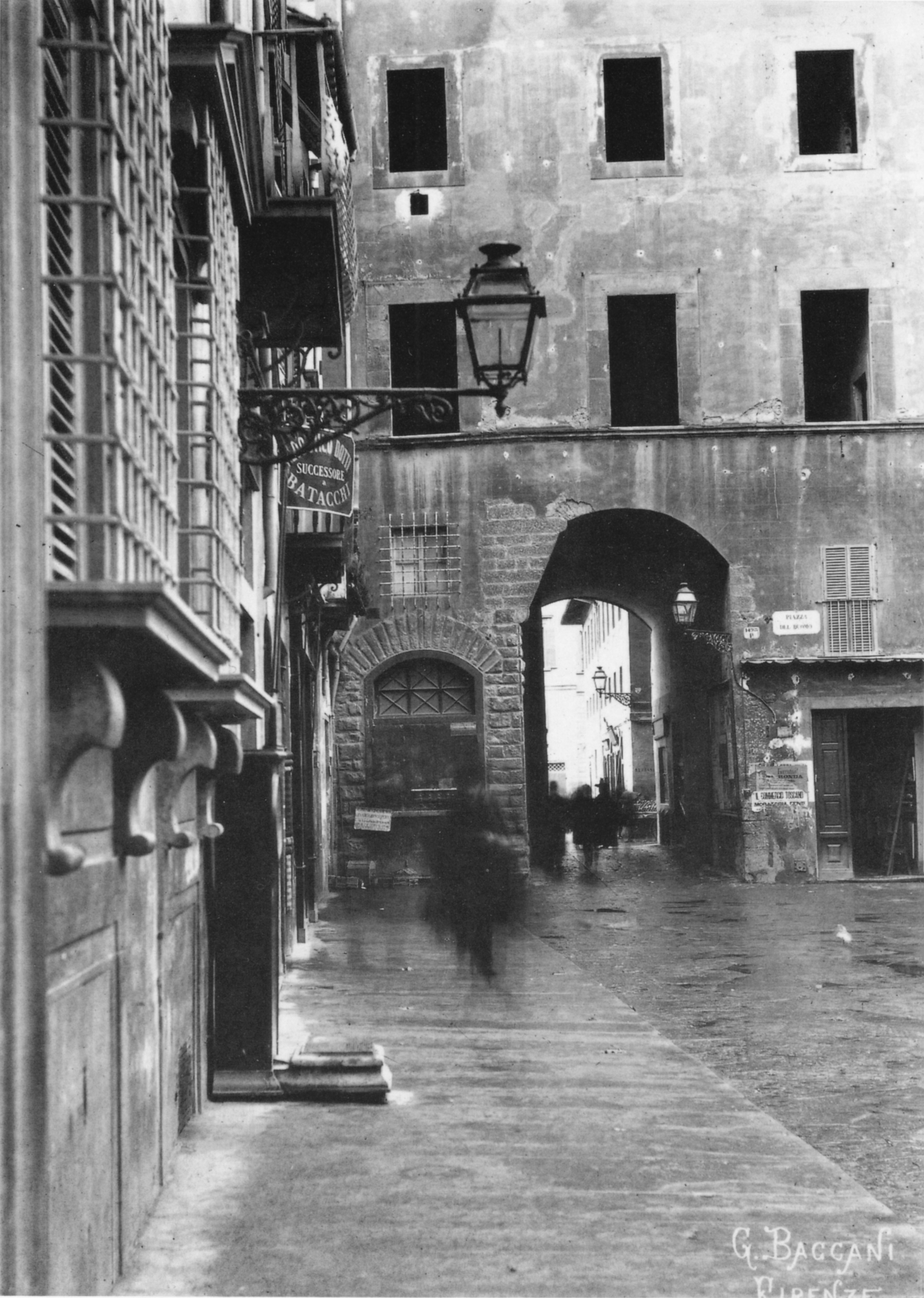
L'arco dei Pecori
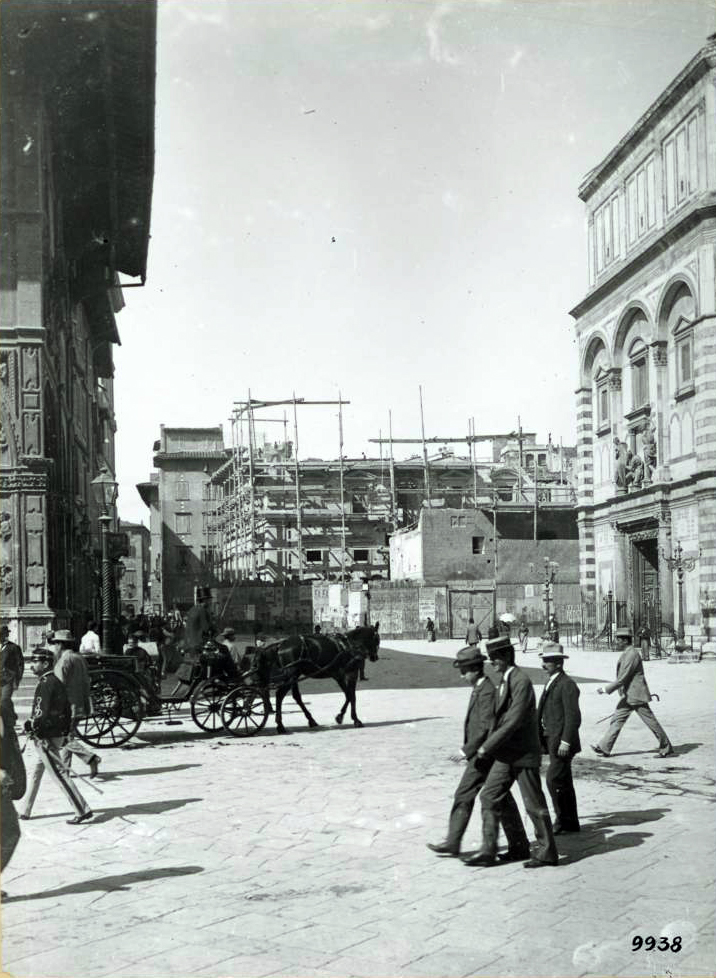
Il palazzo Arcivescovile durante la demolizione; si vede il corpo retrostante su cui verrà ricreata la facciata cinquecentesca del Dosio

## Descrizione
Per l'importanza delle fabbriche che include e per le molte memorie che segnano gli edifici del suo perimetro, la piazza è da considerare di eccezionale valore storico e artistico.

### Edifici
| Immagine | N°                             | Nome                                               | Descrizione |
| -------- | ------------------------------ | -------------------------------------------------- | --- |
|          | s.n.                           | Battistero di San Giovanni                         | Il battistero, uno dei più noti e celebrati monumenti fiorentini, fu costruito nelle forme attuali probabilmente nell'XI secolo, ma ci sono documenti di un edificio anteriore, almeno dal IX secolo, sebbene le leggende cittadine ne facciano risalire l'erezione - senza fondamento - al tempo dei romani, come tempio di Marte riconvertito in chiesa cristiana. Tra il XII e il XIII secolo fu abbellito dal rivestimento marmoreo esterno (capolavoro del classicismo romanico), da un elaborato pavimento a intarsi marmorei - dotato anche di un calendario astronomico - e da un ciclo di mosaici tra i più completi e rappresentativi dell'arte italiana dell'epoca. Tre e Quattrocento videro la realizzazione delle porte bronzee, da parte delle botteghe di Andrea Pisano (porta sud, 1330-1336) e Lorenzo Ghiberti (porta nord, 1403-1424, e porta est, 1425-1452, quest'ultima detta "del Paradiso" per la sua bellezza). Ricchissimo era il corredo liturgico, nel quale spiccavano un altare e una grande croce d'argento, e un parato intessuto con fili d'oro (opere oggi nel Museo dell'Opera del Duomo). |
|          | s.n.                           | Loggia del Bigallo                                 | L'edificio fu realizzato tra il 1351 e il 1358, per la Compagnia di Santa Maria della Misericordia, che nel 1425 si fuse con l'antica Compagnia del Bigallo, dedita all'assistenza dei fanciulli e dei malati. Nel 1525, dopo che nel 1489 il sodalizio era terminato e la Compagnia della Misericordia aveva cambiato sede, la Compagnia del Bigallo rimase unica proprietaria del complesso, che si presenta caratterizzata da ampie arcate divise tra loro da pilastri di pietra. Due di queste, prive di decorazioni, sono murate, mentre la terza è interamente rivestita di marmi policromi minutamente lavorati e adorni di figure e da tre tabernacoli a edicola con statue marmoree terecentesche e affreschi del 1444 circa, con Storie di san Pietro Martire (molto restaurati). Nell'arcata centrale murata, verso via Calzaiuoli, è una porticina sormontata da una lunetta contenente una Madonna col Bambino di Alberto Arnoldi (1361). L'edificio, ancora oggi proprietà dell'Opera Pia del Bigallo, ospita al proprio interno, oltre a un infopoint turistico, un piccolo ma prezioso museo. |
|          | 1                              | Palazzo del Bigallo                                | A destra della loggia si trova l'antico palazzo dell'orfanotrofio, costruito al posto di una casa della famiglia Infangati acquistata nel 1322 dai Capitani di Santa Maria del Bigallo per farne la propria sede, poi ampliata con altre case poste verso la piazza di San Cristofano degli Adimari, destinate ai lavoratori della stessa Compagnia. Nell'edificio risiedettero anche i Capitani della Misericordia. Attualmente l'edificio si presenta al pari di una qualsiasi residenza civile, con il fronte di quattro piani per cinque assi, frutto di una riduzione operata nel Settecento su progetto di Paolo Piccardi (1777), a dare unitarietà alle case preesistenti. Sull'architrave dell'ingresso è la scritta «Orfanotrofio del Bigallo». A destra dell'ingresso, al primo piano, è una rotella di pietra inclusa in una ghirlanda, che presenta i due stemmi dei Capitani del Bigallo e della Misericordia (un ulteriore pietrino, oramai eroso, si trova sul limitare destro del fronte). |
|          | 2                              | Casa Morelli                                       | La denominazione proposta nasce dalla memoria murata sul portone d'ingresso (decentrato all'estrema sinistra rispetto al disegno del fronte), oltremodo consunta ma che ancora informa di come la casa fosse stata "riedificata da Antonio di Andrea Morelli di Febbraio 1632 al tempo dello Reverendo Pietro Niccolini Arcivescovo Fiorentino". A confermare la proprietà, sopra la lapide, è uno scudo con l'arme dei Morelli del Lion d'Oro del quartiere di Santa Croce (allo scaglione-fascia accompagnato da tre stelle a sei punte, due nei cantoni del capo e una racchiusa dalla pezza, e accompagnato in punta da un uccello posato su un monte di tre cime). Nonostante la data indicata dall'iscrizione, il fronte (cinque assi molto ravvicinati su cinque bassi piani) presenta caratteri più tardi e, nel disegno delle cornici, strette tangenze con quello del palazzo in aderenza segnato dal numero civico 1, per cui sembrerebbe opportuno datarlo ugualmente alla seconda metà del Settecento. Attualmente buona parte dell'edificio è occupato da una struttura ricettiva. |
|          | 4 r                            | Casa                                               | Questa casa di modestissima estensione visto che il fronte comprende un solo asse, sorge sul vicolo tamponato che portava dentro l'isolato, verso l'osteria della Malvasia e qui si biforcava verso via della Macciana (via Roma) e piazza degli Adimari. Il vicolo si trovava in prossimità dell'Arco dei Pecori, quindi questo edificio può essere preso a misura di dove arrivasse la cortina edi edifici a ridosso del battistero prima del 1895. A un certo punto della sua storia, questa casa deve essere stata unita alla casa Morelli che si sviluppa in aderenza: tuttavia i suoi quattro piani non si mostrano allineati ai precedenti, così come non vi è corrispondenza con il disegno delle semplici cornici delle bucature. A conferma di una diversa origine e storia è, sopra la porta finestra del piccolo balcone, un pietrino con l'insegna dei Servi di Maria (una S intrecciata al gambo di un giglio sradicato terminante con fiori), ad indicare un'antica proprietà riconducibile ai possessi della basilica della Santissima Annunziata. |
|          | 5r-10r                         | Palazzo Ginnasi Rostagno                           | L'edificio, all'angolo con via Roma a guardare il battistero, fu costruito nel 1892 su progetto dell'architetto Giuseppe Rossi (ma potrebbe esserci un fraintendimento tra il nome del progettista e quello dell'originario proprietario), con la caratteristica dell'angolo smussato, quasi a facilitare, come un imbuto, il traffico verso le nuove allargate arterie del "moderno" centro. |
|          | via Roma angolo via de' Pecori | Palazzo Ceci e Rossi                               | L'edificio è così denominato per essere stato eretto nel 1893 dalla ditta imprenditrice Ceci e Rossi: aveva in origine una galleria che da via Roma giungeva fino a via de' Brunelleschi. Nella sua breve storia è stato per lo più noto per aver ospitato, nel negozio d'angolo, il "Bar Pasticceria Bruzzichelli", uno dei più rinomati locali fiorentini degli anni cinquanta e sessanta del Novecento, affacciato su piazza San Giovanni sebbene prtinente alla numerazione delle due vie che qui si incontrano. Il palazzo, il più grande del centro dopo quello delle Poste e occupa tutto l'isolato ed è dotato. |
|          | 3-4                            | Palazzo Arcivescovile                              | Si ha notizia di un palazzo dei Vescovi posto in questo luogo già prima dell'anno Mille, ma distrutto quasi interamente da un incendio nel 1533 fu parzialmente ricostruito nella seconda metà di quel secolo su progetto di Giovanni Antonio Dosio e compiuto nel 1584. Nella sua configurazione originaria era costituito da due grandi corpi di fabbrica separati da una strada interna, via dell'Arcivescovado (essenzialmente in asse con l'attuale via Roma), con l'ampio prospetto principale prossimo al battistero di San Giovanni. In occasione degli interventi di fine Ottocento all'antico centro fiorentino questo avancorpo fu demolito e il suo fronte ricostruito sulla parte superstite arretrata (1892-1895), con molti degli elementi lapidei originali. Di notevole rilievo i due grandi scudi posti sulle cantonate: a guardare via de' Cerretani è quello a ricordo del cardinale Alessandro de' Medici, che riedificò il palazzo dopo l'incendio del 1533; sull'angolo opposto l'arme di monsignor Agostino Bausa, arcivescovo di Firenze al tempo nel quale l'edificio venne ridotto alla forma attuale. |
|          | Via de' Cerretani 2            | Torre dei Marignolli                               | L'edificio ingloba notevoli resti della casa medioevale dei Marignolli e, nella zona della cantonata, della loro torre trecentesca, ampiamente integrati anche nella porzione in pietre a vista, dove furono riposizionati ferri da cavallo e da bandiera in occasione di un intervento di ripristino delle facciate documentato al 1933-1937, teso a enfatizzare il carattere antico della fabbrica. |
|          | 5                              | Casa Nardi di Vaglia-Farmacia all'Insegna del Moro | Si tratta di un edificio con un fronte settecentesco di disegno corrente (quattro piani per cinque assi sul borgo, sei sulla piazza) che mostra, dalla parte di borgo San Lorenzo, sulla chiave di volta della porta, uno scudo con l'arme dei Nardi di Vaglia (d'azzurro, al monte di sei cime d'oro, cimato da un crescente montante d'argento, posto in mezzo a tre stelle a otto punte, 1.2), che nel XVIII secolo avevano la proprietà dell'edificio. La notorietà del luogo è tuttavia dovuta alla presenza di una spezieria poi farmacia nei locali aperti sul canto (come d'altra parte accade ancora oggi), già tenuta fin dal 1521 da Anton Francesco Grazzini, detto il Lasca. L'antica denominazione della farmacia (spezieria del Saracino o del Moro) spiega la testa di moro che appare sulla rosta di quello che era un ingresso all'edificio. Altre teste di identico carattere ricorrono sui vetri del locale, mentre all'interno è una grande lapide (con epigrafe già trascritta e commentata da Francesco Bigazzi) che ricorda l'uomo illustre. |
|          | 6                              | Casa                                               | Edificio di quattro piani su altrettanti assi, presenta un prospetto riconfigurato verso il XIX secolo, con una lunga balconata al primo piano. Al piano terra, a destra, un portalino ad arco attiguo all'Opera di San Giovanni mostra le tracce di un arco in pietra che continua dall'edificio adiacente e che dimostra che anche questa porzione di piazza fu anticamente un susseguirsi di fondaci raccordati dagli stessi archi in pietra, come si vedono ad esempio anche nella vicina piazza del Duomo nel blocco tra via dei Servi e via dell'Oriuolo. Sopra lo stesso portale si trova anche un pietrino dell'Arte dei Mercatanti, corporazione che sovvenzionava il battistero che qui doveva avere un fondo messo a usufrutto dandolo a pigione. Sotto il segnacolo infatti si trova un numero parzialmente leggibile (forse un 60 o meglio un 69, in continuità con il 70 che si vede al civico n. 8), che identificava questa proprietà nei registi dell'Arte. |
|          | 7                              | Opera di San Giovanni                              | L'edificio, di antica origine, faceva parte fin dal Trecento della Canonica di San Giovanni Battista, dipendente dai Consoli dell'Arte di Calimala, ed era ugualmente sede dell'Opera di San Giovanni, che curava il battistero (poi assorbita nell'Opera di Santa Maria del Fiore). Dai libri dell'Arte si rileva che il lavoro della porta mormorea fu eseguito nel 1477: Michelozzo scolpì la porta e le due aquile, Antonio Rossellino la statuetta di San Giovannino, ora qui in una copia realizzata da Marcello Del Colle, responsabile della Bottega Artigiana dell'Opera (l'originale è conservato al Museo nazionale del Bargello, con attribuzione a Michelozzo; anche le aquile sul portale sono copie). Oltre l'ingresso è il cortile, rimaneggiato e riconfigurato in senso neomedievale, comunque di piacevole effetto. |
|          | 8                              | Casa                                               | La casa si presenta con un fronte di due assi per cinque piani, con la parte basamentale chiusa superiormente da un terrazzo largo quanto l'intero fronte, il tutto secondo un disegno e una modalità che rimandano a una riconfigurazione settecentesca. Che si tratti di un edificio in realtà di antica fondazione e legato alle proprietà dell'Opera di San Giovanni (peraltro già utilizzato come sagrestia dello stesso San Giovanni), lo dicono le due arcate in pietra che si profilano al terreno sulle superfici intonacate e che indicano l'assoluta continuità di disegno con gli edifici in aderenza a questo, dove le stesse arcate si ripropongono in successione. Inoltre, in prossimità dell'ingresso segnato col numero civico 8 e ad indicare appunto la proprietà dell'immobile, si osserva la presenza di una rotella con l'emblema dell'Arte dei Mercatanti o di Calimala, con l'aquila che aggrinfia il torsello di lana, accompagnata dal numero 70 (numero progressivo dei possessi). |
|          | 8                              | Buca di San Giovanni                               | Nello stesso edificio ha sede uno dei locali storici della città, il ristorante "Buca di San Giovanni", fondato nel 1882: "è stato segreto luogo di iniziazione dei massoni Rosa Croce, culla del pensiero libertario e poi luogo di ritrovo del mondo del teatro frequentato da molti personaggi famosi. Storico l'addio del celibato del re di Bulgaria nel 1930 e la sosta nel 1961 del presidente americano John F. Kennedy". Dopo la fortunata stagione della prima metà del Novecento il locale ha conosciuto una fase discendente fino a che, rilevato da nuovi gestori nel 1997, si è nuovamente proposto nel panorama della ristorazione fiorentina. Come indica la denominazione il locale si sviluppa in ambienti sotterranei facenti parte delle proprietà dell'Opera di San Giovanni, con volte a botte e a crociera. Oltre agli arredi risalenti agli inizi del Novecento si segnalano qui alcuni elementi antichi, tra i quali alcuni stemmi, un'acquasantiera e alcuni paramenti lignei cinquecenteschi. |
|          | 30r                            | Palazzo dello Spedale di San Giovanni Battista     | In quest'area era l'antico spedale di San Giovanni Battista, poi demolito e ricostruito come sede dell'omonima Opera che gestiva la costruzione e l'abbellimento del battistero, amministrata dall'Arte di Calimala, e quindi adattato a edificio di abitazione. Oggi si presenta completamente trasformato e di carattere moderno, a quattro piani più un mezzanino, con tre assi su via de' Martelli e due a guardare la piazza di San Giovanni, questi ultimi segnati da un balcone al secondo piano. Delle antiche origini recano ancora memoria le due lastre di pietra scolpita poste sulla cantonata, l'una con il giglio fiorentino, l'altra con la croce del Popolo. Al terreno è un paramento in pietra con aperture ad arco ribassato e, a definire la porzione bassa della cantonata, un albero fronzuto scolpito nelle bozze, a ricordare la prossimità del luogo dove, secondo la tradizione popolare, sarebbe fiorito l'olmo di san Zanobi (miracolo ricordato anche dalla vicina colonna di San Zanobi). Le fronde sorreggono una edicola che racchiude una iscrizione con la denominazione della Banca Toscana, a sua volta sormontata da un elaborato lavoro in ferro battuto in stile neogotico, con orologio e lanterna. |

### Monumenti

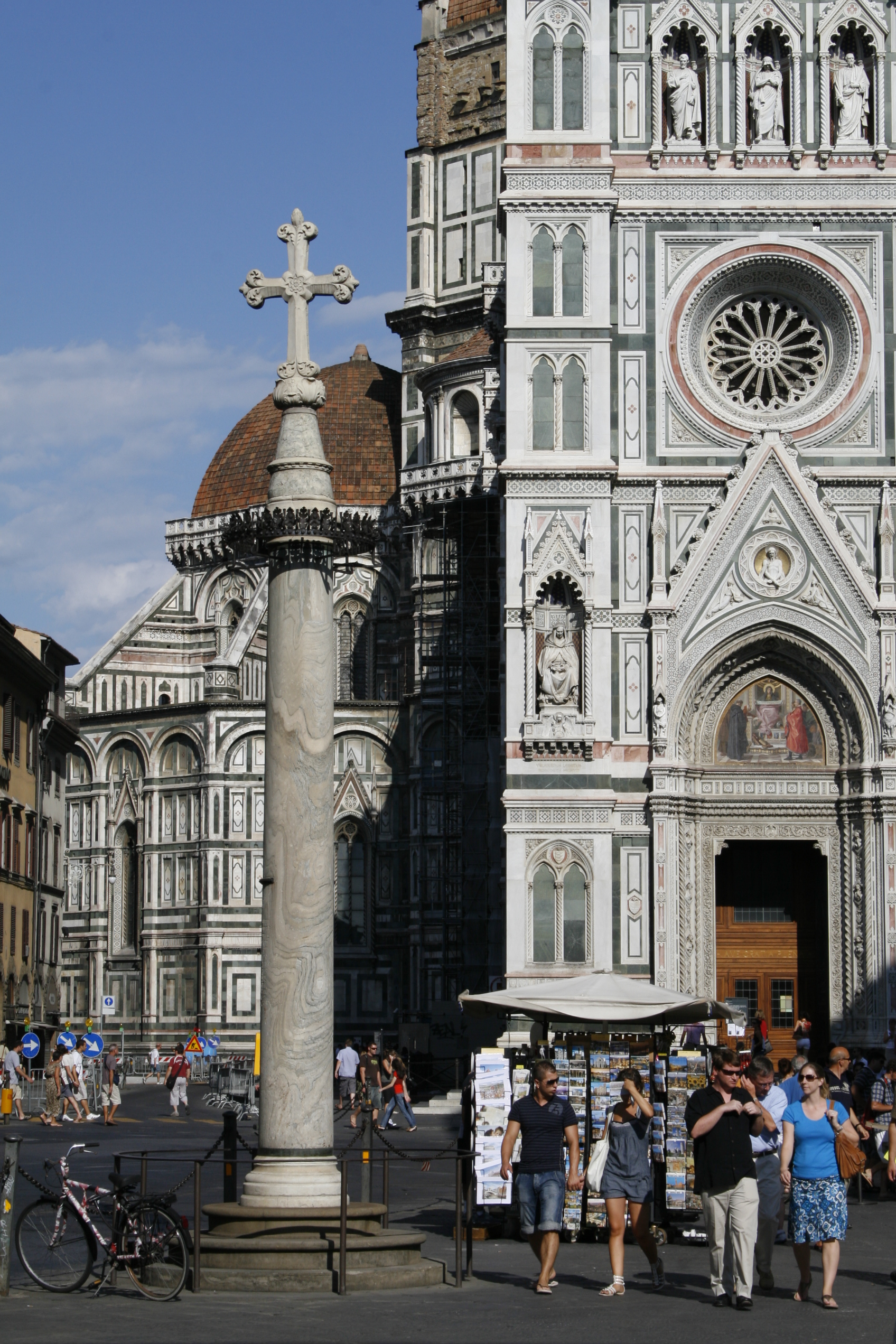
La colonna di San Zanobi

#### Colonna di San Zanobi
La Colonna di San Zanobi sorge in prossimità del battistero, dal lato della porta nord, nel luogo dove, secondo un poetico credo popolare, sarebbe fiorito in pieno inverno un olmo il 26 gennaio 429 (data tradizionale), a seguito del contatto accidentale con il sarcofago racchiudente la salma di san Zanobi, che in quel giorno veniva traslata dalla basilica di San Lorenzo alla cattedrale di Santa Reparata. A ricordare l'evento miracoloso, sarebbe stata eretta una prima colonna in granito, travolta durante l'alluvione del 1333 e a cui, l'anno successivo, fu sostituita la presente, con base in marmo bianco e fusto in cipollino orientale. Nell'anno 1338 il monolito fu coronato dalla croce quindi, nel 1375, aggiunta l'iscrizione in caratteri gotici sul fusto a ricordare la leggenda di san Zanobi (trascritta nel repertorio di Francesco Bigazzi, con alcune precisazioni circa l'errore sulla data della traslazione, che nell'iscrizione è 409). Nella parte alta la colonna è coronata da una ghiera in ferro adornata di fronde e termina con una croce con bracci trilobati: «dicesi che il bellissimo olmo in ferro battuto che orna la colonna sia stato eseguito nel 1384 (?) da Migliore di Niccolò». Oggi la croce e la cuspide originali della colonna sono conservati ed esposti nel Museo dell'Opera del Duomo.

#### Colonne saracene
Sul battistero si trovano alcuni elementi che, indipendentemente dal significato religioso e storico-artistico del monumento, raccontano degli episodi della storia fiorentina minore. Addossate alla porta del Paradiso, antistante il duomo, sono presenti due colonne in porfido, che vennero donate da Pisa a Firenze come ringraziamento per l'aiuto offerto contro i Lucchesi nel 1117, quando questi avevano cercato di espugnare la città portuale mentre il grosso del suo esercito era impegnato nella presa delle Baleari ai Saraceni. Queste colonne, chiamate appunto anche "saracene", vennero scelte nel bottino di guerra preso agli Arabi e a lungo posizionate libere nella piazza, ma a seguito di una rovinosa caduta, che in parte le scalfì (e richiesero i numerosi anelli di rinforzo che ancora si vedono), vennero poste nella posizione attuale. Una leggenda popolare voleva che col loro riflesso le colonne fossero in grando di smascherare ladri, falsari e traditori; ma i Pisani, per non avvantaggiare troppo la città amica, ma anche rivale, affumicarono la superficie delle colonne privandole del loro potere. Da qui nacque il detto "Fiorentini ciechi e Pisani traditori".

#### Unità di misura
Sul alto sud invece si trovano sulle colonne ai lati della porta sud due rettangoli in leggero bassorilievo. Sono due misure di lunghezza in uso nell'alto medioevo: il piede longobardo ("piede di Liutprando") e quello detto "fiorentino".

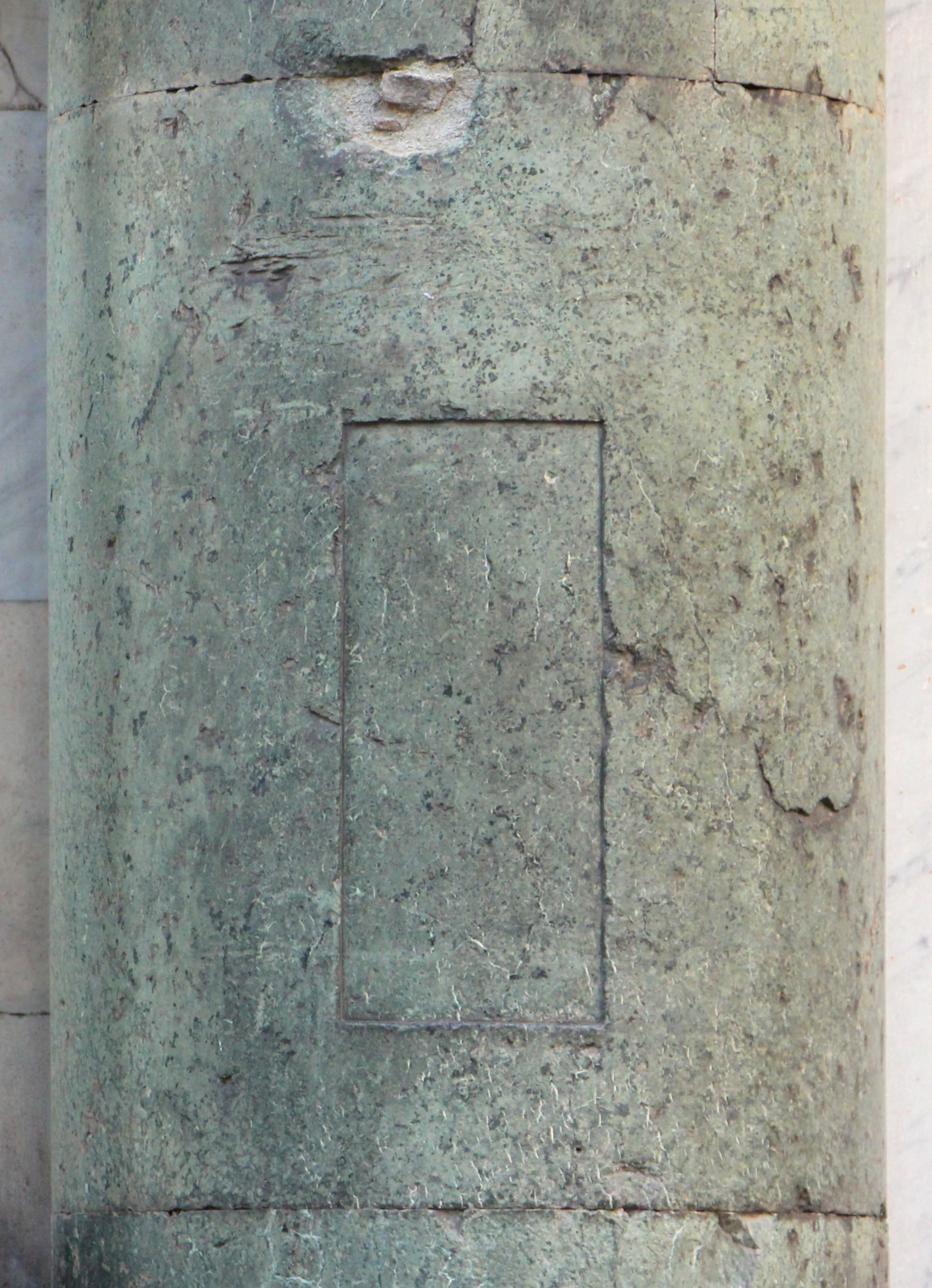
Il cosiddetto "piede di Liutprando"
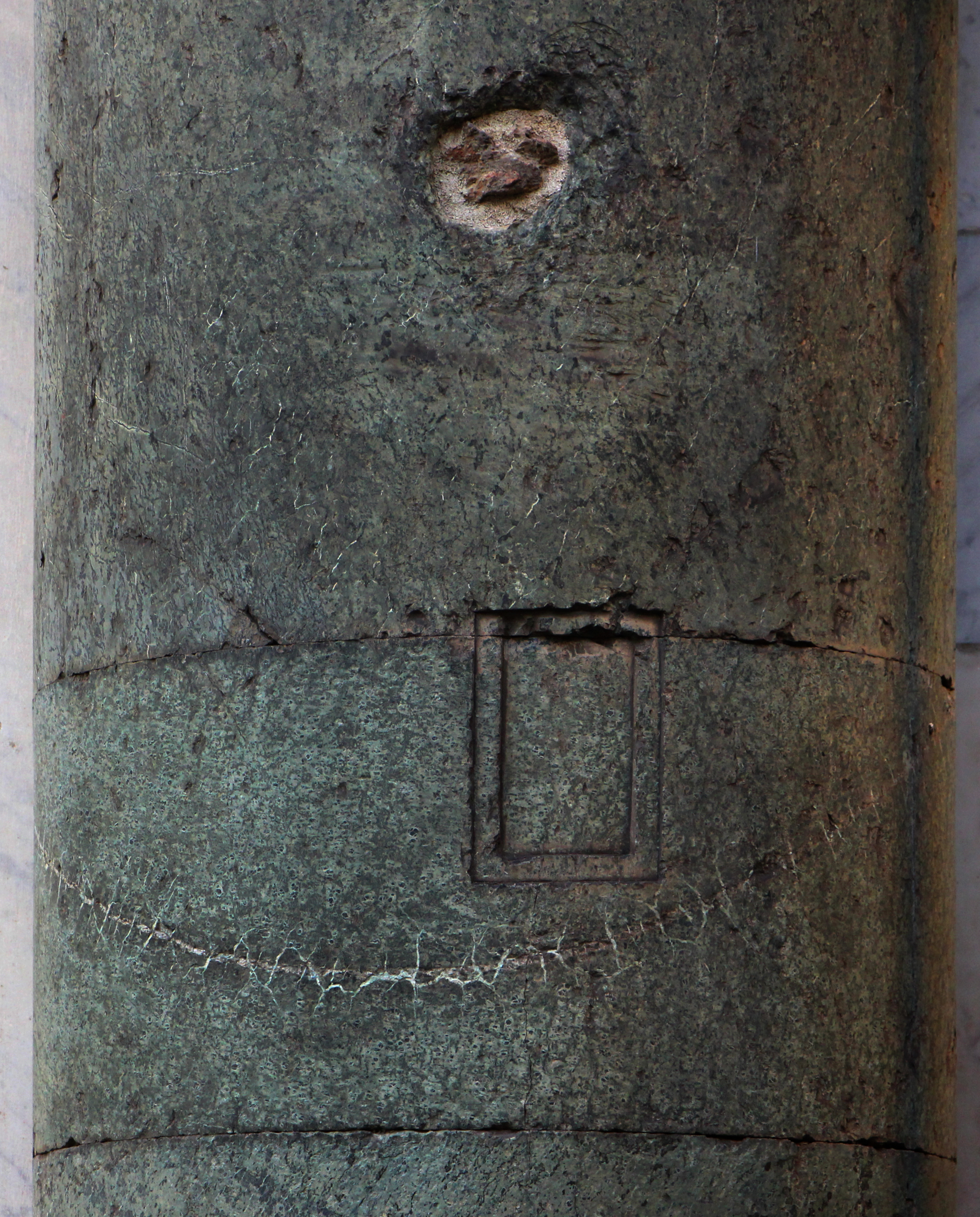
La misura detta "fiorentina"

#### Il sarcofago del mercante di vino

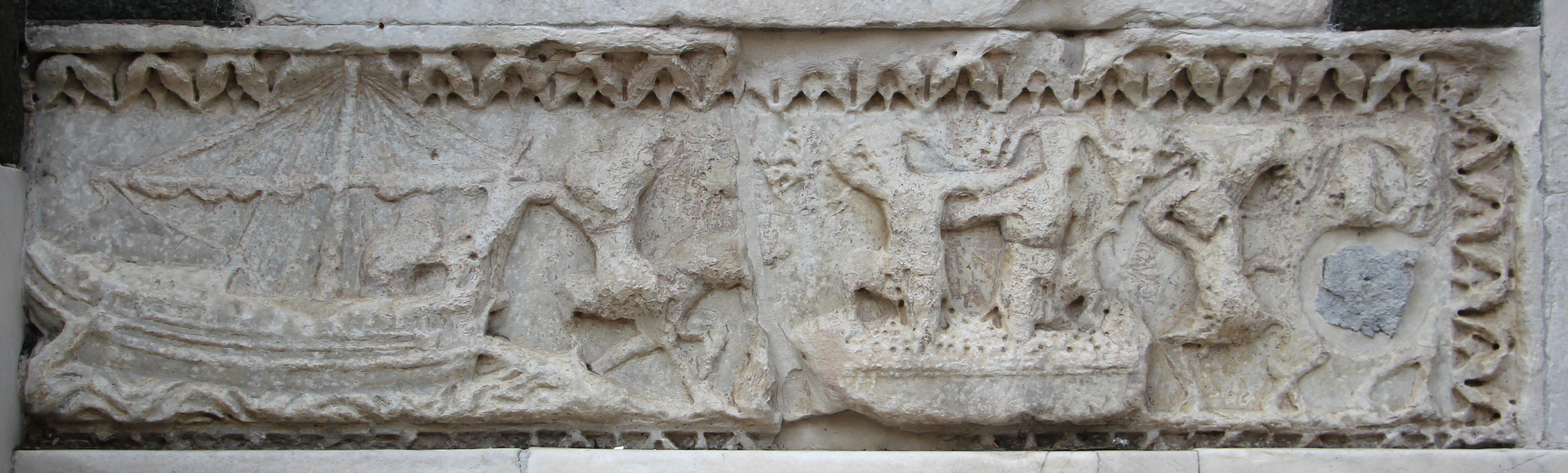
Il sarcofago del mercante di vino

Poco più avanti, sul lato sud vicino all'abside, si vede incassato alla base, sull'esterno, un sarcofago romano scolpito, con una scena di navi e persone, probabilmente la rappresentazione della vendemmia e del carico di botti su una nave: dovette appartenere a un mercante di vino che lo esportava anche via mare.

### Lapidi
Ai piedi del battistero, lungo il perimetro sul pavimento, si trovano due lapidi dantesche. La prima:
| . . . NEL MIO BEL SAN GIOVANNI - DANTE · INF · XIX · 17 - |

La seconda:
| SE MAI CONTINGA CHE IL POEMA SACRO · AL QUALI HA POSTO MANO E CIELO E TERRA · SI CHE M'HA FATTO PER PIV́ ANNI MACRO · VINCA LA CRVDELTÀ CHE FVOR MI SERRA DEL BELLO OVILE, OV'IO DORMII AGNELLO · NIMICO A' LVPI CHE GLI DANNO GVERRA · CON ALTRA VOCE OMAI · CON ALTRO VELLO RITORNERÒ POETA · ED IN SVL FONTE DEL MIO BATTISMO PRENDERÒ IL CAPPELLO · - DANTE · PAR · XXV · 1-9 - |

Sulla colonna di San Zanobi si trova poi un'iscrizione che ne spiega l'origine (sebbene presenti un errore sulla data, fatto probabilmente quando la colonna venne rifatta dopo l'alluvione del 1333).
| + AN̄O AB INCARNATIONE DN̄I CC°CC ---VI°II DIE XXVI IANVARI TEP̃ORE ---IMP.ATORVM ARKADII ET HONORII ---ANNO XI° FERIA QVINTA ---DVM DE BASILICA SĈI LAVRENTII ---AD MAJOREM ECCL.IAM FLORENTINĀ ---CORPUS SĈI ZENOBII FLORÊTINY ---EP̃I FERETRO PORTARETVR · ERAT ---HIC IN LOCO VLMVS ARBOR VT ---AVIDA TV́C EXISTENS QVAM CV́ ---FERETRVM SĈI CORPORIS TETIGISSET ---SVBITO FRONDES ET FLORES ---MIRACVLOSA P̃DVXIT · IN CUI° ---MIRACVLI MEMORIA X ANI ---CIVESQ. FLORENTINI Î LOCO SUBLATE ---ARBORIS HIC HANC COLLVP NAM ---CV́ CRVCE Î SIGNO NOTABILI EREXERV́T.~ |

La traslitterazione è: «+ Anno ab incarnatione Domini CCCC / VIIII die XXVI Ianuarii tempore / imperatorum Arkadii et Honorii anno XI feria quinta / dum de basilica Sancti Laurentii / ad majorem ecclesiam florentinam / corpus Sancti Zenobii Florentinorum / episcopi feretro portaretur. Erat / hic in loco ulmus arbor ut / avida tunc existens quam cum / feretrum sancti corporis tetigisset / subito frondes et flores / miraculosa produxit. In cuius / miraculi memoria christiani / civesque florentini in loco sublatæ / arboris hic hanc columnam / cum cruce in signo notabili erexerunt.»
Traduzione: «Nell'anno 429 dall'Incarnazione, giorno giovedì 26 gennaio al tempo dell'undicesimo anno degli imperatori Arcadio e Onorio, mentre veniva portato dalla basilica di San Lorenzo alla chiesa maggiore fiorentina il feretro di san Zanobi vescovo dei Fiorentini, era allora presente in questo luogo un olmo che quando venne toccato dal corpo santo subito produsse miracolosamente foglie e fiori. In memoria di questo miracolo i cittadini cristiani e fiorentini al posto dell'albero abbattuto qui eressero questa colonna con croce in segno della cosa straordinaria».
Un'altra iscrizione si trova alla base del coronamento: «+H. ARBOR SICCA FLORUIT TACTU CORPORIS S ZENOBII EPI. FLOR. A.D. CCCXXXI DIE VII IAN», che tradotto significa: «Questo albero secco rifiorì al contatto del corpo del vescovo fiorentino San Zenobi nell'anno del Signore 431, il 7 di gennaio». Si tratta quindi di un'altra data relativa allo stesso avvenimento.
Sul battistero, quando nel 1944 la Porta del Paradiso venne smontata per metterla al sicuro da possibili bombardamenti, sotto l'intelaiatura di bronzo si trovò un'epigrafe in rima che ricordava come qui si trovassero anche le catene del Porto Pisano che avevano trafugato i Genovesi nel 1362, arrivate in città nel 1364, assieme a quarantadue carri per i festeggiamenti, come ricompensa per i Fiorentini che avevano nuovamente aiutato i Pisani a sconfiggere il nemico comune: 
| L'ANNO MILLETRECIENSESSANTA · DUE I GUELFI GHIBELLINI FER GUERA SOPRA IL PISANO PER MARE E PER TERRA · LEVAR DAL PORTO LE CATENE SUE QUESTE SON DESSE E L'AMMIRAGLIO FUE MESSER PERIN GRIMALDI GENOVES CHE ARSE IL PORTO PISANO ET IL PAESE E NEL SESSANTAQUATTRO SEGUENTE FURON SCONFITTI E CON LE NOSTRE BRIGATE NE VENNER QUI QUARANTADUE CARRATE · |

Due iscrizioni si trovano sotto gli stemmi sulle cantonate del palazzo Arcivescovile. Sotto quello di Leone XI:
| LEONI · XI · P · M · OB · MERITA · IN ECC · FLOR · QVAM · XXXII · AN · REXIT · ET · HAS · AED · RESTITUTAS · SIC FLORVI |

Per esteso: «Leoni XI ponteficis maximi ob merita in Ecclesia Florentina quam XXXII annis rexit et has aedes restitutas [fecit]»; traduzione: «[Stemma] di Leone XI pontefice massimo, per i meriti nella Chiesa fiorentina che per 32 anni resse e queste case restaurò». Il motto, presso il rilievo di alcune rose, si può tradurre: «Così fiorii».
Sutto lo stemma di Agostino Bausa:
| FR · AVG · BAVSA CARD · TIT · S · SABINAE ARCH · FLOR · AD · MDCCCXCV SPES MEA DOMINUS |

Per esteso: «Frater Agustinus Bausa cardinal tituli Sanctae Sabinae, archiepiscopus Florentinus, Anno Domini MDCCCXCV»; traduzione: «Fra' Agostino Bausa, cardinale col titolo di Santa Sabina, arcivescovo fiorentino, nell'anno di Dio 1895». Segue il motto del cardinale: «Dio (è) la mia speranza».
Sulla casa Morelli al n. 2, infine, si legge come questa venne riedificata al tempo "dell'illustre Reverendo Pietro Niccolini arcivescovo fiorentino":
| RIEDIFICATA DA ANTONIO DI AND REA MORELLI DI FEBRAIO 1632 A L TEMPO DELLO ILL. REV° PIETRO NICCOLINI ARC° FIOR. |

## Note

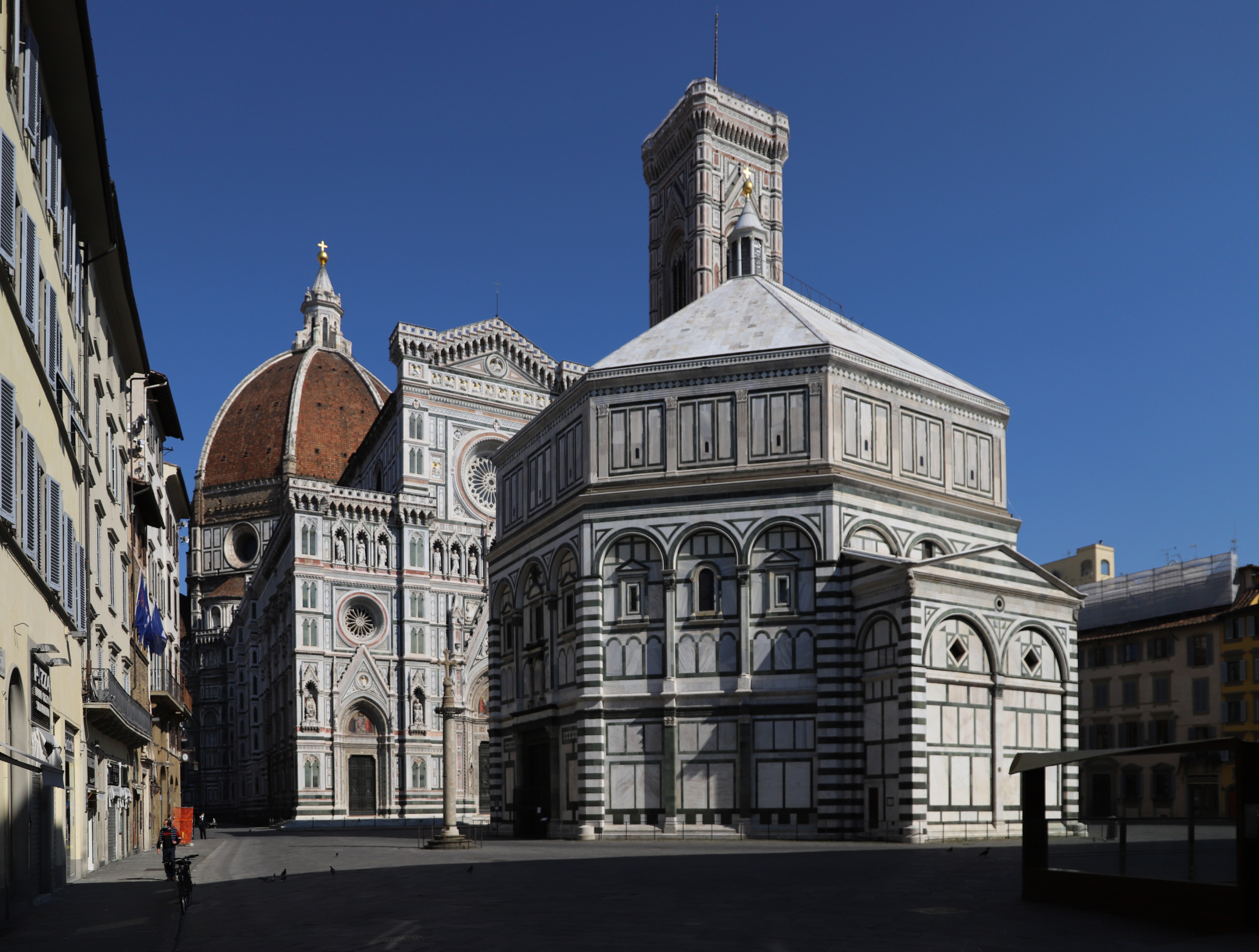
Piazza San Giovanni e del Duomo viste dall'angolo di via dei Cerretani

## Bibliografia

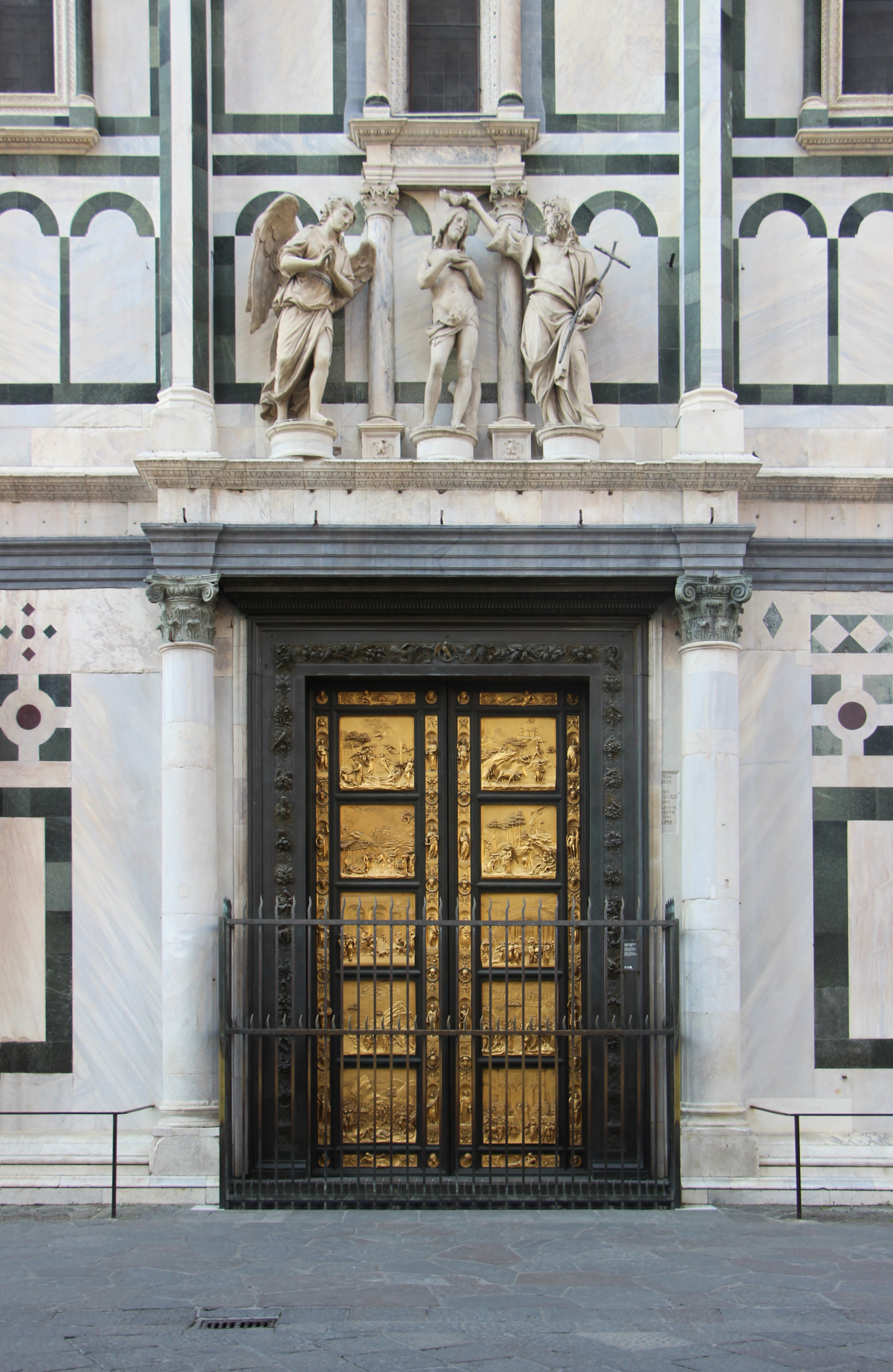
La Porta del Paradiso